# Alma mía
Alma mía es una película argentina de 1999. Dirigida por Daniel Barone y escrita por Jorge Leyes sobre una idea original de Adrián Suar. Protagonizada por Araceli González y Pablo Echarri. Coprotagonizada por Diego Peretti, Rita Cortese, Valeria Bertuccelli, Adriana Salonia y Antonella Costa. También, contó con las actuaciones especiales de Damián De Santo y el primer actor Héctor Bidonde.

## Sinopsis
Alma (Araceli González) es una joven repostera del barrio de La Boca que es novia de Mario (Diego Peretti) desde que era una quinceañera. Leo (Pablo Echarri) es un arquitecto al borde del matrimonio. Fanny (Valeria Bertuccelli), una prostituta muy amiga de Alma, prepara con el Tano (Damián de Santo) una noche especial para despedir la soltería de Leo. Alma, engañada por Fanny, concurre a un bar donde se encuentran con los dos hombres. Leo cree que la joven es una prostituta pagada por el Tano. Después de pasar juntos unas pocas horas, Leo y Alma no podrán olvidarse.

## Elenco
- Araceli González - Alma
- Pablo Echarri - Leo
- Valeria Bertuccelli - Fanny
- Damián de Santo - Ezequiel "El Tano"
- Diego Peretti - Mario
- Héctor Bidonde - Vito
- Rita Cortese - Tita
- Antonella Costa - Micaela
- Paula Canals - Tina
- Duilio Orso - Rubén
- Adriana Salonia - Valeria
- Roly Serrano - Leche Hervida
- Martín Campilongo - Colesterol
- Cristina Allende - Madre de Valeria
- Roberto Fiore - Padre de Valeria